# ميخائيل جونسون (مصمم جرافيك)
ميخائيل جونسون (بالإنجليزية: Michael Johnson)‏ هو مصمم جرافيك بريطاني، ولد في 26 أبريل 1964 في دربي في المملكة المتحدة.